# میروسواوا مارخلوک
میروسواوا مارخِلوک (به لهستانی: Mirosława Marcheluks؛ ‌۱۱ مارس ۱۹۳۹ – ۷ ژانویهٔ ۲۰۲۵) بازیگر و آموزشگر اهل لهستان بود.

## آثار
از جمله فیلم‌ها یا مجموعه‌های تلویزیونی‌ای که وی در آن‌ها نقش داشته‌است، می‌توان به شکایت، عالی‌مقام، ماری کوری، خوشنام، خراش، اسمولنسک،  فرار از سینما لیبرتی، یانا، سکسمیشن، بدشانسی و قهرمان سال اشاره کرد.

## درگذشت
مارخلوک در ۷ ژانویهٔ ۲۰۲۵، در سن ۸۵ سالگی درگذشت. 